# 茶条槭
茶条槭（学名：Acer ginnala）是无患子科槭属的植物。分布于日本、俄罗斯、朝鲜、蒙古以及中国大陆的辽宁、河南、陕西、甘肃、内蒙古、吉林、山西、黑龙江、河北等地，生长于海拔800米的地区，多生长于丛林中，目前尚未由人工引种栽培。

## 别名
茶条（中国树木分类学）、华北茶条槭（植物分类学报）

## 异名
- Acer ginnala Maxim. ssp. theiferum (Fang) Fang
- Acer theiferum Fang